# Badar Al-Maimani
Badar Al-Maimani, de son nom complet Badar Mubarak Al-Maimani (arabe : بدر مبارك الميمني), est un footballeur omanais, né le 16 juillet 1984 en Oman.

## Palmarès

### En club
- Mascate Club :
  - Vainqueur de la Coupe d'Oman en 2004

- Al-Ahli :
  - Finaliste de la Coupe Sheikh Jassem du Qatar en 2006

- Fanja Club :
  - Vainqueur de la Supercoupe d'Oman en 2012

### En sélection nationale
- Vainqueur de la Coupe du Golfe en 2009
- Finaliste de la Coupe du Golfe en 2004 et 2007